# Karangasem Utara
Karangasem Utara is een bestuurslaag in het regentschap Batang van de provincie Midden-Java, Indonesië. Karangasem Utara telt 14.102 inwoners (volkstelling 2010).